# جاد هاپر
 جاد هاپر (انگلیسی: Jade Hopper؛ زاده ۱۳ ژوئیهٔ ۱۹۹۱) یک تنیس‌باز اهل استرالیا است.